# Te gek om los te lopen (film)
Te gek om los te lopen is een Nederlandse film uit 1981 van Guido Pieters. De film vertelt het verhaal van een groepje chronische patiënten in een psychiatrische inrichting dat bij wijze van experiment buiten het tehuis een eigen leefgemeenschap mag gaan opbouwen. Het initiatief voor de film kwam voor een belangrijk deel van de staf van de psychiatrische inrichting Sint-Bavo in Noordwijkerhout, waar ook de opnames gemaakt werden.
De film is enigszins geïnspireerd op de Amerikaanse film One Flew Over the Cuckoo's Nest (1975), al wees regisseur Guido Pieters nadrukkelijk op de verschillen. De film heeft als internationale titel Too nuts to walk loose.

## Verhaal
Patiënten in een psychiatrisch ziekenhuis worden naar een huis in de stad gestuurd als onderdeel sociaal experiment. Tot verbazing van sommigen en tot grote vreugde van anderen trekken er twee andere vrouwen in. 

## Rolverdeling
| Acteur               | Personage          |
| -------------------- | ------------------ |
| Peter Faber          | Piet               |
| Jaap Stobbe          | Dirk               |
| Leen Jongewaard      | Guus               |
| Piet Kamerman        | Bob                |
| Miroslav Bares       | Hans               |
| Herman Kortekaas     | Henk               |
| Chiem van Houweninge | Leo                |
| Marlous Fluitsma     | Joke               |
| Louise Ruys          | Nel                |
| Dolf de Vries        | Robert             |
| Onno Molenkamp       | Heer Langeveld     |
| Frederik de Groot    | Alex               |
| Karin Meerman        | Thea               |
| Hans Cornelissen     | Cafébezoeker       |
| Piet Hendriks        | Dierenhandelaar    |
| Nico Schaap          | Bram               |
| Gé Frankhuizen       | Ceremoniemeester   |
| Tanneke Hartzuiker   | Corry              |
| Hein Boele           | Autodealer         |
| Broes Hartman        | Arbeidsbemiddelaar |
| Huub Scholten        | Carl               |
| Rob van Houten       | Willem             |
| Jaap Lammers         | Japie              |
| Koos den Elzen       | Koos               |
| Xander van der Drift | Johnnie            |
| Mela Soesman         | Moeder             |